# Glutamate d'ammonium
 (janvier 2022).
Si vous disposez d'ouvrages ou d'articles de référence ou si vous connaissez des sites web de qualité traitant du thème abordé ici, merci de compléter l'article en donnant les références utiles à sa vérifiabilité et en les liant à la section « Notes et références ».
Le glutamate d'ammonium, en anglais monoammonium glutamate est un composé chimique de formule NH4C5H8NO4. C'est le sel d'ammonium et d'acide glutamique.
Il est utilisé comme exhausteur de goût, de numéro E624.